# Bansho Shirabesho

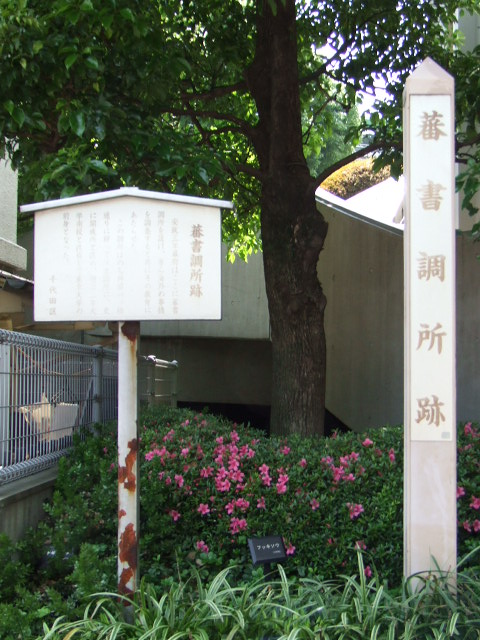
Marcador que indica el sitio donde se ubicaba el instituto

Bansho Shirabesho (蕃書調所?) o "Instituto para el Estudio de Libros bárbaros", fue un instituto japonés encargado de la traducción y el estudio de los libros y las publicaciones extranjeras en el último período de Edo.

## Historia
Fundada en 1857, funcionó como una especie de oficina del Shogunato Tokugawa. Su nombre luego fue cambiado a Yōsho shirabesho (洋書調所?) (Instituto para el estudio de los libros occidentales) en 1862, y luego a Kaiseijo (開成所?) en 1863. Después de la Guerra Boshin, fue retitulado otra vez, y se convirtió en el Kaisei gakkō (開成学校?). A medida que el Gakkō Kaisei, el instituto se convirtió en una de las organizaciones predecesoras que se fusionaron para formar la Universidad de Tokio.